# 하이마로
하이마로(-路)는 경상북도 안동시 태화동 어가골 교차로에서 안동시 송현동 호암삼거리를 연결하는 도로이다. 현재 터미널 이전에 대비하여 전 구간을 왕복 4차선으로 확장 공사 중이다.

## 주요 경유지
- 안동대교
- 한국생명과학고등학교
- 남부지방산림청
- 안동터미널

## 주요 교차도로
- 경동로
- 은행나무로
- 광명로
- 육사로